# Anna Iwona Burzyńska
Anna Iwona Burzyńska (ur. 30 czerwca 1957 w Krakowie) – polska literaturoznawczyni, profesor nauk humanistycznych, pracownik naukowy Katedry Teorii Literatury Wydziału Polonistyki Uniwersytetu Jagiellońskiego.

## Życiorys
W 2003 r. habilitowała się na podstawie pracy zatytułowanej Dekonstrukcja i interpretacja. W 2013 uzyskała tytuł profesora nauk humanistycznych. Jest profesorem i kierownikiem w Katedrze Teorii Literatury na Wydziale Polonistyki Uniwersytetu Jagiellońskiego.
Należy do Rady Dyscypliny Naukowej - Literaturoznawstwa Uniwersytetu Jagiellońskiego.